# District de Kreuzlingen
Le district de Kreuzlingen est un des cinq districts du canton de Thurgovie en Suisse. Il compte 51 255 habitants pour une superficie de 128,96 km2. Le chef-lieu est Kreuzlingen.

## Histoire
Le 1er janvier 2011, les communes de Raperswilen et Salenstein, précédemment rattachées au district de Steckborn, supprimé à cette date, rejoignent le district de Kreuzlingen.

## Communes
Le district compte 14 communes depuis le 1er janvier 2011 :
| Nom            | N° OFS | Population (décembre 2022) |
| -------------- | ------ | -------------------------- |
| Altnau         | 4641   | +002 347,                  |
| Bottighofen    | 4643   | +002 696,                  |
| Ermatingen     | 4646   | +003 770,                  |
| Gottlieben     | 4651   | +000345,                   |
| Güttingen      | 4656   | +001 716,                  |
| Kemmental      | 4666   | +002 729,                  |
| Kreuzlingen    | 4671   | +022 788,                  |
| Langrickenbach | 4681   | +001 442,                  |
| Lengwil        | 4683   | +001 759,                  |
| Münsterlingen  | 4691   | +003 522,                  |
| Raperswilen    | 4846   | +000435,                   |
| Salenstein     | 4851   | +001 440,                  |
| Tägerwilen     | 4696   | +005 147,                  |
| Wäldi          | 4701   | +001 119,                  |
| Total          | Total  | +051 255,                  |